# Oxyagrion pseudocardinale
Oxyagrion pseudocardinale là một loài chuồn chuồn kim trong họ Coenagrionidae.
Oxyagrion pseudocardinale được miêu tả khoa học năm 2000 bởi Costa, Souza & Santos.